# Clepsis anderslaneyii
Clepsis anderslaneyii is een vlinder uit de familie van de bladrollers (Tortricidae). De wetenschappelijke naam van de soort is voor het eerst geldig gepubliceerd in 2009 door Jason J. Dombroskie & John W. Brown.

## Type
- holotype: "male. 22.VII.1960. leg. J.G. Franclemont. USNM slide 95295"
- instituut: USNM, Washington, DC, USA
- typelocatie: "USA, Arizona, Santa Cruz County, Santa Rita Mountains, Madera Canyon, 5800' (1770 m)"